# De mensenwereld
De mensenwereld uit de fictieve wereld uit de boeken van het zwaard van Michaelius, bestaat voornamelijk uit twee grote continenten. Occerië en Orrentië. Verder zijn er nog de Jaivaanse eilanden, maar de mensen die daar wonen, zijn al honderden jaren voornamelijk op zichzelf gesteld. Vroeger leefden er nog andere rassen in deze wereld, maar na de laatste oorlog werden ze door Michaelius verbannen naar de nevenwereld. Hierdoor dat er naar de mensenwereld verwezen wordt. 

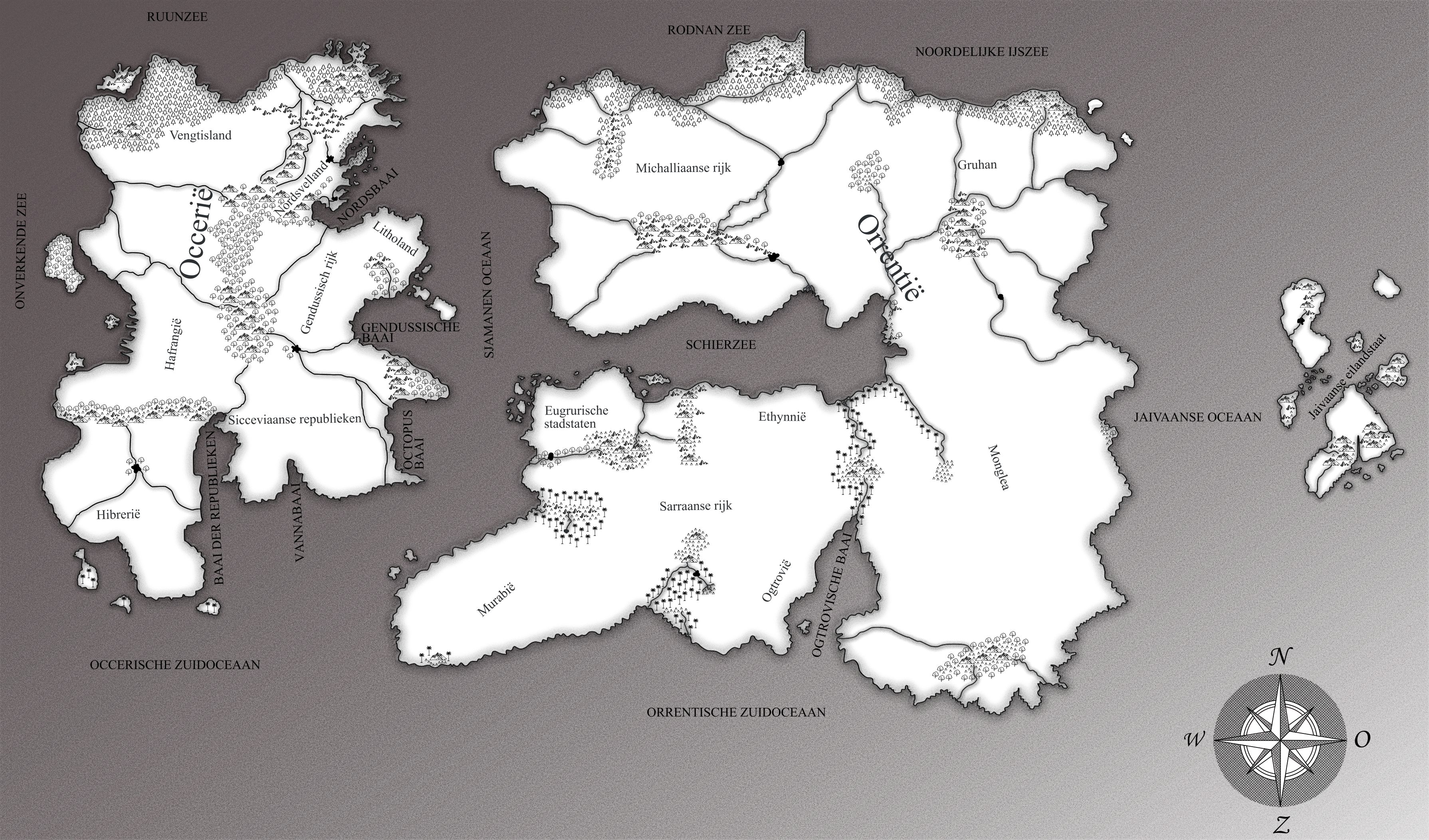
Occerië: Het continent Occerië, is het kleinste van beide landmassa’s en ligt in het westen. Het noorden van het continent wordt voornamelijk gedomineerd door grote bergketens en uitgestrekte wouden. Terwijl het zuiden een meer tropisch klimaat geniet. Centraal van de landmassa ligt een groot woud dat de eeuwige rivalen Hafrangië en Gendussië van elkaar scheidt.
- Orrentië: Het grootste continent, gelegen in het oosten. Het continent wordt op zich nog in drie delen opgedeeld. Het Michalliaanse rijk, wat het grootste noordelijke deel van Orrentië beslaat. Monglea, het oostelijke deel van het continent, dat vooral uit steppes bestaat en waar nomadenvolkeren de plak zwaaien. En zuid Orrentië, dat grotendeels bestaat uit woestijn, afgewisseld met oases en uitgestrekte savannes.
- Wereldkaart in het zwaard van Michaelius